# Тунчэн (Сяньнин)
Тунчэ́н (кит. упр. 通城, пиньинь Tōngchéng) — уезд городского округа Сяньнин провинции Хубэй (КНР).

## История
Со времён империи Хань эти земли входили в состав уезда Сяцзюань (下隽县). Так как эта местность находится на пересечении путей, соединяющих несколько провинций, то возникший здесь посёлок в 810 году получил название Тунчэн (通城镇, «городок на проходе»). Во времена империи Сун в 1072 году на этих землях был создан уезд Тунчэн.
В 1949 году был образован Специальный район Дае (大冶专区), и уезд вошёл в его состав. В 1952 году Специальный район Дае был расформирован, и уезд перешёл в состав Специального района Сяогань (孝感专区). В 1959 году Специальный район Сяогань также был расформирован, и входившие в его состав административные единицы перешли под управление властей Уханя, где в 1960 году уезд Тунчэн был присоединён к уезду Чунъян. В 1961 году Специальный район Сяогань был воссоздан, и восстановленный уезд Тунчэн опять вошёл в его состав.
В 1965 году уезды Специального района Сяогань, лежавшие южнее Янцзы, были выделены в отдельный Специальный район Сяньнин (咸宁专区). В 1970 году Специальный район Сяньнин был переименован в Округ Сяньнин (咸宁地区).
Постановлением Госсовета КНР от 6 декабря 1998 года округ Сяньнин был преобразован в городской округ.

## Административное деление
Уезд делится на 9 посёлков и 2 волости.